# Spring Flora of the Dallas-Fort Worth Area Texas
Spring Flora of the Dallas-Fort Worth Area Texas (abreviado Spring Fl. Dallas-Fort Worth Area) es un libro con ilustraciones y descripciones botánicas que fue escrito por el botánico canadiense Lloyd Herbert Shinners y publicado en Texas en 1958.